# White Christmas (Black Mirror)
"White Christmas" é o episódio especial de Natal da série de telelevisão de antologia e ficção científica britânica Black Mirror. Estrelado por Jon Hamm, Oona Chaplin e Rafe Spall, o episódio foi escrito por Charlie Brooker, o próprio criador da série, e exibido originalmente no Channel 4 em 16 dezembro 2014. O episódio possui 74 minutos de duração e consiste em três histórias que se desenrolam em um único enredo.

## Enredo
Joe Potter (Rafe Spall) e Matt Trent (Jon Hamm) estão abrigados em um pequeno e remoto posto avançado no meio de um deserto nevado. Joe acorda em um dia de Natal e encontra Matt preparando uma ceia natalina, a música "I Wish It Could Be Christmas Everyday" está tocando no rádio. Matt tenta fazer com que Joe fale sobre o que o levou até o posto avançado, assunto este que Matt diz que eles nunca discutiram nos cinco anos em que estiveram juntos.
Joe fica relutante em dizer qualquer coisa e ao invés disso pergunta o que trouxe Matt até lá. Feliz pela conversa, Matt começa a contar sua própria história.

### Parte I
O episódio é ambientado em um mundo onde as pessoas podem acessar a Internet através de um dispositivo de realidade aumentada irremovível implantado em seus olhos, chamado "Z-Eye", que permite que a imagem visual do sujeito possa ser vista remotamente através de um computador e permite comunicação de voz para ambos. Matt era um treinador de relacionamentos e ensinava técnicas de sedução para homens solteiros que lutavam para atrair mulheres. Ele guia um de seus clientes, o tímido e socialmente desajeitado Harry (Rasmus Hardiker), para ir até uma festa de Natal em um escritório e se comunica com ele através do Z-Eye. A discussão virtual torna-se uma chamada de grupo envolvendo outros homens solteiros, expressando suas opiniões e sugestões. Matt recolhe informações de mídias sociais das pessoas que estão na festa, e Harry tenta convencer um dos convidados de que eles se conhecem (devido ao fato dele estar de penetra na festa), e então decide tentar se unir a Jennifer (Natalia Tena), uma "estranha moça atraente" que não participa das conversas em grupo.
Com a ajuda de Matt, Harry consegue iniciar uma conversa privada com Jennifer, que admite que costumava tomar drogas (medicação psicológica), mas não mais, e que ela está pensando em deixar a empresa depois do Natal. Ela está nervosa sobre qual voz ouvir, aquelas dizendo "faça isso", ou aqueles dizendo a ela para não fazer nada. Ganhando confiança, Harry a encoraja a não ter medo de mudanças e seguir em frente em sua vida, sugestão a qual ela aprecia calorosamente.
Quando ela sai para pegar um drinque, Harry exprime suas insatisfações ao grupo, julgando o treinamento como trapaça. Ele discute com Matt em voz alta, e quando Jennifer vê Harry - na visão dela aparentemente consigo mesmo - ela pede que ele volte para sua casa. Pensando que eles estão prestes a ter relações sexuais, Matt concorda que Harry deve ir com ela. No quarto, Jennifer oferece-lhe uma bebida, e enquanto Harry se esforça para engolir, ela fala sobre como esta bebida vai libertá-los das "vozes" que os atormentam e tentam controlar suas cabeças.
Matt e todos os homens assistindo gradualmente deduzem que Jennifer é perigosa e quer envenenar Harry, e Matt diz a Harry para sair imediatamente. Jennifer acredita equivocadamente que Harry e ela sofrem com o mesmo problema mental e decide que eles vão escapar das vozes juntos, através do suicídio. Harry, enfraquecido, desesperadamente se esforça para explicar sobre o Z-Eye e o clube que estão assistindo-os, mas Jennifer assume que ele está falando metaforicamente e força ainda mais a bebida envenenada pela sua garganta com um funil, depois dela mesma beber o veneno.
Vendo Harry enfraquecendo e incapaz de afastar Jennifer, Matt desliga o computador e avisa para os outros telespectadores para apagarem tudo. Ele recolhe tudo em seu escritório que o conectava a Harry e joga em uma lixeira. Em seguida, ele anda por um corredor escuro de sua casa, tropeçando sobre alguns brinquedos infantis barulhentos que, eventualmente, acordam sua esposa. A esposa de Matt, descobrindo o que ele tem feito, fica zangada e discute com ele. Ela então o "bloqueia" através do Z-Eye, obscurecendo sua capacidade de ver e ouvir um ao outro nitidamente.
A esposa de Matt o deixa e fica com a guarda de sua filha, e Matt revela que veio então ao posto avançado para recomeçar uma nova vida afastado de tudo, explicando que "não quis ser cercado por lembretes". Ele revela a Joe que seu clube de namoros era apenas o seu hobby e continua a explicar o que ele fazia em seu verdadeiro trabalho.

### Parte II
Greta (Oona Chaplin) é uma mulher rica e exigente. Esperando na cama para uma operação, ela rejeita um brinde oferecido em seu café da manhã. Um anestesista chega e aplica-lhe uma máscara facial, dizendo para Greta para contar de dez para trás quando então ela é sedada. Em seguida, Greta sofre uma assustadora experiência fora do seu corpo.
Um "cookie de Greta" - um chip do tamanho de um feijão - é extraído cirurgicamente do lado da cabeça de Greta e é colocado em um dispositivo eletrônico portátil. O dispositivo é devolvido à casa de Greta, onde Matt cumprimenta a consciência confusa e aterrorizada da "Greta cookie". Ele explica que ela não é realmente Greta, mas sim uma cópia digital da consciência de Greta, chamada cookie, projetada para controlar a casa inteligente e agenda de Greta, garantindo que tudo seja perfeito para a verdadeira Greta. Matt cria então um corpo virtual para a cópia digital de Greta e a coloca em um quarto branco simulado que não contém nada além de um painel de controle.
A cópia se recusa a aceitar que ela não é uma pessoa real e rejeita ser forçada a viver como uma escrava dos desejos de Greta. O trabalho de Matt é quebrar a força de vontade das cópias digitais através de tortura, de modo que eles se submeterão a uma vida de servidão a seus homólogos reais. Ele altera a percepção do tempo do cookie de Greta de modo que ela sente como se três semanas tivessem se passado em questão de segundos, ela fica traumatizada por sua solidão na sala sem nada para fazer. Apesar disso, a cópia ainda se recusa a trabalhar, então Matt repete o processo e aumenta o tempo percebido para seis meses. Isso a deixa louca no vazio, então quando Matt reaparece para ela, ela imediatamente se submete ao seu novo papel.
Na manhã seguinte, a verdadeira Greta é despertada por sua música favorita, e sua cópia, cujo espírito está completamente quebrado, prepara o café da manhã de Greta exatamente como ela sabe que Greta gosta e apresenta a ela uma lista de seus próximos compromissos no decorrer daquele dia.
No dia atual, Joe fica enojado por Matt fazer uma carreira onde tortura programas de computador para uma submissão auto-consciente, mesmo que tudo fosse meramente artificial. Matt então observa que Joe é uma empática "boa pessoa", e pergunta-lhe novamente por que ele veio para o posto avançado.  Estando sob efeito de álcool decorrente do vinho que ele tomara no jantar, Joe diz que o pai de sua melhor amiga nunca gostou dele e então explica toda a sua situação.

### Parte III
Uma vez Joe teve um relacionamento sério com Beth (Janet Montgomery), e quando acreditava que eram bons juntos e na maior parte do tempo felizes, seu problema principal era a sua tendência de interagir com as pessoas quando bebia. Certa noite, enquanto jantava com seus amigos Tim e Gita, Joe nota que Beth parece estar de mau humor. Mais tarde, ao esvaziar o lixo da cozinha, Joe encontra um teste de gravidez com resultado positivo e está muito feliz por descobrir que será um futuro pai. Posteriormente, Beth revela que ela não quer o bebê e está cogitando um aborto. Joe, que ainda está bêbado, fica com o coração partido, e lembrando-se que ela bebeu ao longo do jantar, ele a chama de egoísta e culpada de tentar prejudicar seu filho por nascer.
Muito chateada para conversar, Beth "bloqueia" ele através de seu Z-Eye. Ela deixa Joe na manhã seguinte sem remover o bloqueio, impedindo Joe de se desculpar ou de ver mais do que sua silhueta em fotos. Mais tarde, ele tenta persegui-la no trabalho e reencontra Tim e Gita, que explicam que Beth pediu demissão de seu emprego.
Poucos meses depois, Joe vê a silhueta de Beth (ela ainda está bloqueando-o com o Z-Eye) e vê que ela está em um estágio avançado de gravidez, não tendo feito o aborto. Ele a confronta e pede uma chance para conversar, mas, em vez disso, ele é preso. Joe recebe uma ordem de restrição e é legalmente bloqueado de ficar perto de Beth ou a criança.
Ele escreve muitas cartas de desculpas a Beth, mas ela nunca as responde. Determinado a ver seu filho, Joe espera por Beth na casa do pai, onde ela passa todos os Natais. Escondido no bosque do lado de fora, ele vê Beth com o bebê, mas, como o bloqueio legal se estende até os antecedentes de uma pessoa, a criança também aparece como uma silhueta cheia de estática. Durante os próximos quatro anos, Joe vai para a casa do pai de Beth todos os dias de Natal para assistir seu filho da floresta e deixar presentes anônimos na porta, apesar de ainda estar bloqueado, ele finalmente percebe a criança é uma menina.
Um dia, enquanto assistia às notícias de um telejornal, Joe descobre que Beth morreu num acidente de trem. Uma vez que agora o bloqueio legal foi expirado, Joe pode finalmente ver sua filha. Ele dirige para a casa do pai de Beth com um globo de neve como um presente, Joe localiza a menina no jardim e cautelosamente se aproxima. No entanto, a criança tem características asiáticas, e Joe percebe que Beth tinha traído ele com o Tim, que, ele deduz, é por isso que ela inicialmente queria um aborto e mais tarde se recusou a deixá-lo fazer parte da vida de sua filha. Devastado, Joe acompanha a menina até o chalé e confronta o pai de Beth, que admite ter destruído as cartas que Joe escreveu antes que Beth pudesse lê-las.
Perdendo sua paciência diante de tudo aquilo, Joe acerta o pai de Beth na cabeça com o globo de neve, o que acaba matando-o mesmo sem intenção. Então, ele foge da casa e passa a viver nas ruas por alguns meses, até que ele eventualmente é apreendido pela polícia.

### Conclusão
Matt pergunta o que aconteceu com a filha de Beth e, depois de indicar que não consegue se lembrar de ter chegado ao posto avançado ou o que ele e Matt fazem lá, Joe compartilha o que a polícia lhe contou: a garota encontrou seu avô na cozinha, e tentou obter ajuda saindo do chalé em meio a uma nevasca, e congelou até a morte ao lado de uma árvore no jardim. Joe confessa, admitindo que ele foi o responsável pelas duas mortes. Enquanto conversam, Joe percebe aos poucos que o interior do posto é na verdade uma réplica da cozinha do pai de Beth.
Matt se alegra após conseguir obter a "confissão" de Joe. Ele diz brevemente: "Desculpe, Joe", e então desaparece do ambiente.
"Joe" é revelado como sendo um cookie digital semelhante ao cookie de Greta. Como o verdadeiro Joe se recusou a confessar seu papel nas mortes (como não foram descobertas impressões digitais nem testemunhas oculares), a polícia trouxe Matt para tirar uma confissão do cookie de Joe. É revelado que o posto avançado era um ambiente simulado de cinco anos para o cookie que na realidade durou apenas 70 minutos.
Como o verdadeiro Joe é acusado das mortes, Matt pergunta à polícia se ele (próprio) será libertado, tendo sido detido pelo seu treinamento de sedução ilegal e tentativa de ocultar o assassinato de Harry. A oficial Holder (Robin Weaver) revela que Matt será liberado, no entanto ele foi registrado em uma "lista negra", o que significa que ele será automaticamente bloqueado por todos.
Matt sai da delegacia e caminha por um mercado natalino, vendo todas as pessoas como silhuetas brancas, enquanto elas o enxergam como uma silhueta vermelha. Ele será incapaz de interagir com alguém pelo resto de sua vida.
Enquanto isso, o cookie de Joe é deixado em processamento. Um oficial aumenta sua taxa de percepção do tempo para 1.000 anos por minuto e coloca a música "I Wish It Could be Christmas Everday" (que estava tocando no rádio quando Joe matou o pai de Beth) em um loop contínuo no cookie. O corpo da filha de Beth é visível da janela da cabana. Holder aprova a ideia, e revela que irá desligar o cookie depois do Natal.
O cookie de Joe destrói o rádio tocando a música em questão, mas outro aparece em seu lugar, tocando a música mais alto. Depois de destruir vários rádios, cada um sendo substituído por outro mais alto que seu antecessor, Joe desiste e grita.

## Produção

### Escolha do elenco
O episódio apresenta Jon Hamm, Oona Chaplin, e Rafe Spall nos papéis principais. Mais tarde, Hamm declarou que era "um fã de Black Mirror e Charlie Brooker, porque eu tenho uma estranha predileção por coisas britânicas exageradas, e isso não foi exceção. Aconteceu dessa maneira muito estranha, comigo perguntando ao meu agente se eu poderia encontrar o Sr. Brooker. Não sabia que ele estava mesmo trabalhando em uma terceira temporada ou um episódio especial de Natal ou qualquer outra coisa, era simplesmente por que eu realmente gostava de seu trabalho e realmente queria conhecer o cara." Hamm também mencionou que tinha "visto todas as temporadas anteriores e tinha amado absolutamente tudo", e Brooker descreveu a escalação de Hamm como "fortuita". Em contraste com Hamm, Spall aceitou uma parte no episódio sem ter visto a série, mas tendo lido um script para um episódio anterior. Chaplin, que tinha acabado de se mudar do Reino Unido para Los Angeles para capitalizar seu sucesso em Game of Thrones, elogiou o roteiro, afirmando que ela "voou com um plano para ficar por um ano e, em seguida, uma semana depois eu estava voltando ao Reino Unido para fazer isso."

### Continuidade
O especial faz referências a episódios anteriores de Black Mirror. No início da cena em que o computador de Matt mostra o chat dos clientes do clube de namoro em uma chamada de conferência, um dos usuários tem o apelido, "I_AM_WALDO", e outro, "Pie Ape". Os Z-Eyes são reminiscentes de um dispositivo semelhante ao visto em "The Entire History of You". Videoclipes e programas de televisão de "The Waldo Moment" e "Fifteen Million Merits" são visíveis quando Joe troca os canais de televisão. O teste de gravidez que Joe encontra na lixeira é o mesmo usado em "Be Right Back". Durante um noticiário, é mencionado o primeiro-ministro de "The National Anthem", bem como Victoria Skillane de "White Bear", e Liam Monroe de "The Waldo Moment". Em uma cena do episódio, Bethany canta "Anyone Who Knows What Love Is", a mesma canção que Abi canta em "Fifteen Million Merits".

## Recepção da crítica
O episódio recebeu muitos elogios pelas críticas. Ben Beaumont-Thomas, do The Guardian, elogiou a sátira cômica do episódio e observou que "o sentimentalismo é compensado com a malícia, e o papel de brio e imaginação de Brooker sobre qualquer lacuna na lógica". O crítico do The Telegraph, Mark Monahan, deu ao episódio 4 de 5 estrelas e observou que o drama teve "coisas emocionantes: entretenimento escapista com uma picada muito real em sua essência". Ele equiparou o episódio como o mais forte dos episódios de Black Mirror anteriores, afirmando que "exagerou na tecnologia atual e obsessões para um efeito sutil, mas infernal, um pesadelo pré-natalino e um lembrete de que reverenciar nossos aparelhos digitais é tornar-se seu patético escravo".
Ellen Ejonar do The Independent também elogiou o episódio, resumindo que ele foi "grande em nossa cultura tecnológica, mas também muito bem, bem elenco, habilmente estruturado e verdadeiramente inquietante". Ela também o comparou favoravelmente a outros episódios de televisão de Natal, concluindo que: "em uma época do ano em que Schmaltz geralmente cobre os horários de televisão como uma tempestade de neve, esse olhar de esguelha para o estado de humanidade é ainda mais bem-vindo". Danny Krupa do IGN avaliou o episódio com 8.5 de 10. Em particular, elogiou as atuações, embora tenha observado que o papel de Chaplin foi o menos desenvolvido. Apesar da escalação de Hamm, Krupa observou: "é realmente Spall que brilha mais ao longo de 90 minutos, enquanto experimentamos toda a profundidade de sua miséria". Finalmente, o Den of Geek notou que o final do episódio foi "um desenvolvimento emocionante que convida você a reavaliar tudo desde o início (algo que será muito beneficiado com o lançamento do DVD, quando pudermos fazer isso sem todos os intervalos de anúncios)".